# Cantón de Mauguio
El cantón de Mauguio es una división administrativa francesa, situada en el departamento del Hérault y la región Occitania.

## Composición
Desde 2014, el cantón de Mauguio agrupa 8 comunas :
- Mauguio
- Candillargues
- La Grande-Motte
- Lansargues
- Mudaison
- Palavas-les-Flots
- Saint-Aunès
- Valergues

|  |  |